# إيما صامويلسون
إيما صامويلسون (بالسويدية: Emma Wertsén) هي مبارزة بالسيف سويدية، ولدت في 17 أكتوبر 1988 في السويد.

## وصلات خارجية
- إيما صامويلسون على موقع الاتحاد الدولي للمبارزة (الإنجليزية)
- إيما صامويلسون على موقع الاتحاد الأوروبي للمبارزة (الإنجليزية)
- إيما صامويلسون على موقع اللجنة الأولمبية الدولية (الإنجليزية)
- إيما صامويلسون على موقع أوليمبيديا (الإنجليزية)
- إيما صامويلسون على موقع اللجنة الأولمبية السويدية (السويدية)